# Acid 4-hidroxibenzoic
Acidul 4-hidroxibenzoic (de asemenea cunoscut și ca acid para-hidroxibenzoic sau PHBA) este un compus organic, iar molecula sa este constituită dintr-un nucleu benzenic substituit cu o grupă carboxil și o grupă hidroxil în poziția para, fiind astfel un derivat fenolic al acidului benzoic și un izomer al acidului salicilic. În natură, se găsește în unele plante, precum în nuca de cocos.

## Derivați
Acidul corismic este un derivat.
Medicamente derivate de PHBA sunt: nifuroxazid, ortocaină, proximetacină. Parabenii sunt esteri ai acidului 4-hidroxibenzoic utilizați pe post de conservanți.